# Моховичі
Моховичі (біл. вёска Махавічы) — село в складі Мядельського району Мінської області, Білорусь. Село підпорядковане Старогабській сільській раді, розташоване в північній частині області.